# Artocarpus elasticus
Artocarpus elasticus là một loài thực vật có hoa trong họ Moraceae. Loài này được Reinw. ex Blume mô tả khoa học đầu tiên năm 1825.

## Hình ảnh

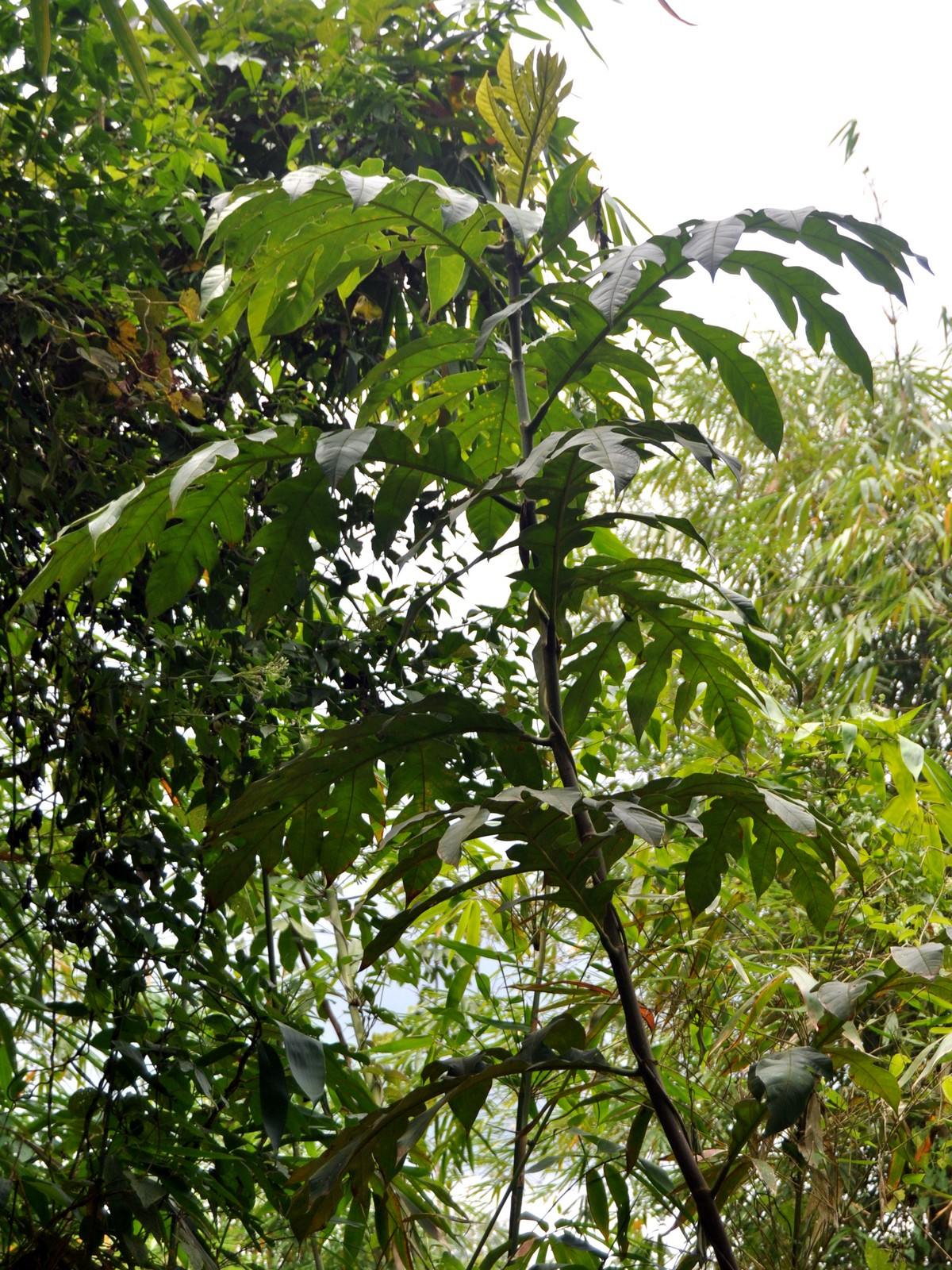
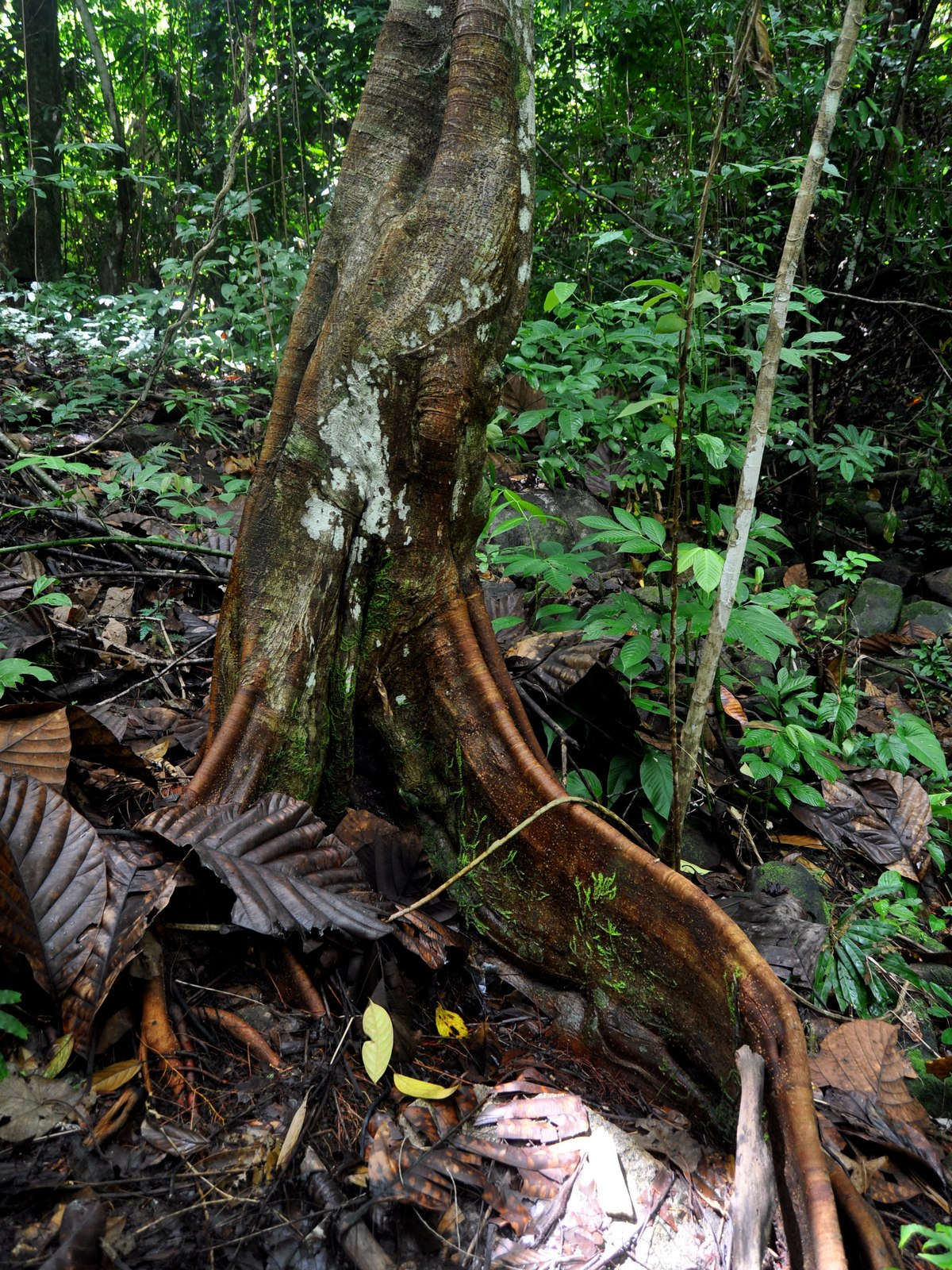
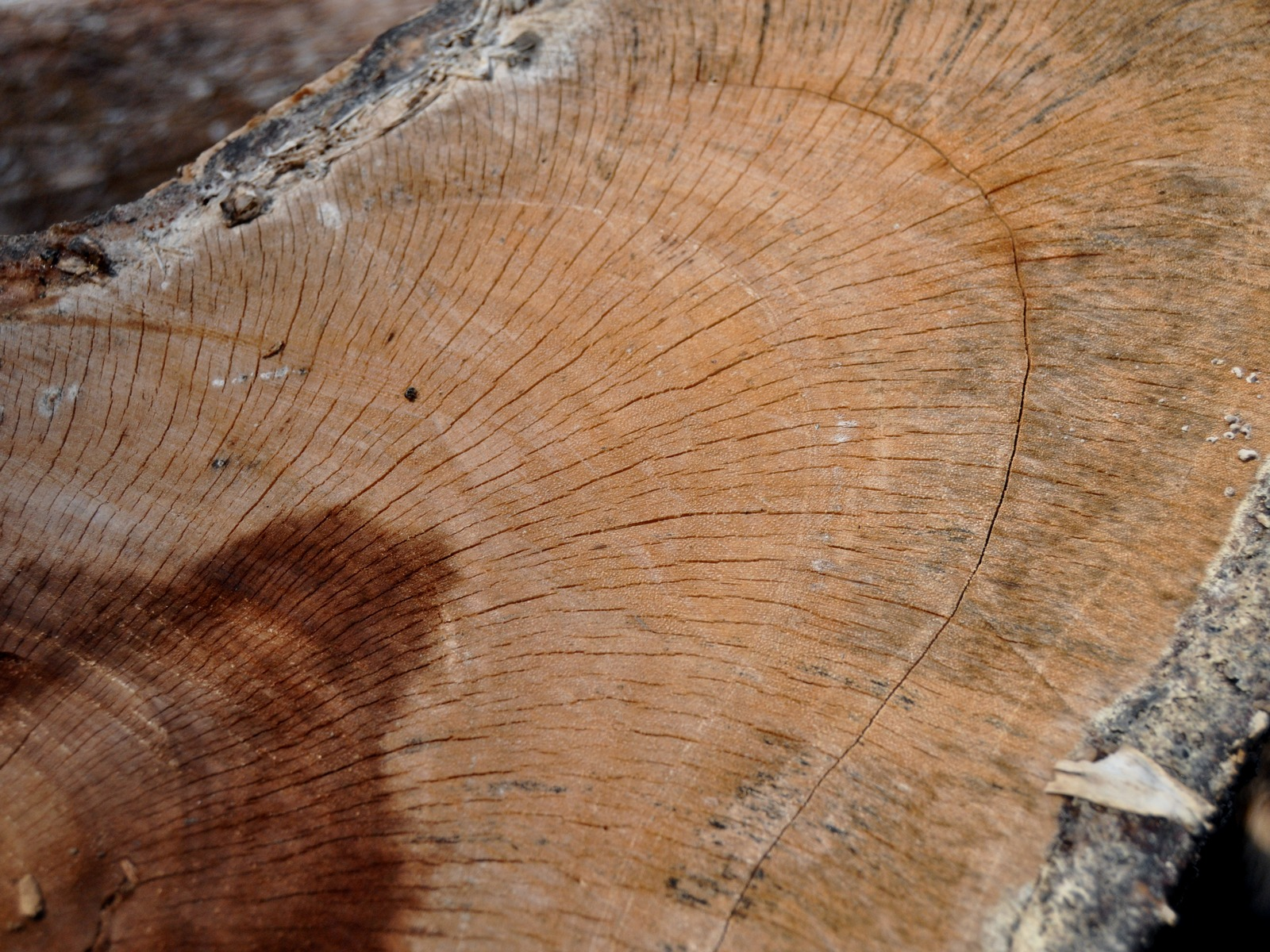
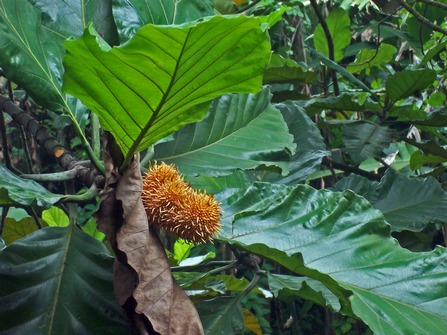